# Chat maltais

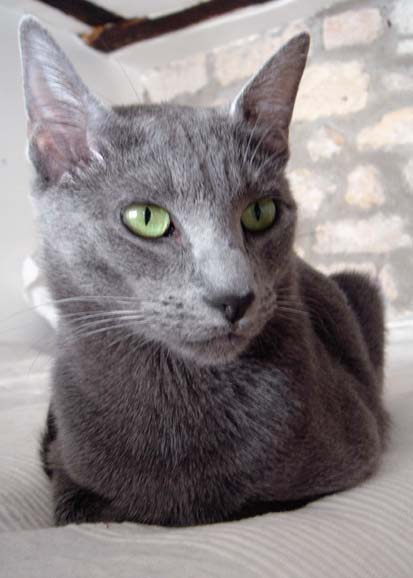
Le bleu russe est l'une des races de chats dont la fourrure est toujours maltaise partout.

Un maltais ( en italien : [malˈteːze]  ) est tout chat dont la fourrure est soit entièrement, soit principalement grise ou bleue et de race indéterminée.

## Description
De nombreux chats avec une telle coloration sont censés être présents sur l'île de Malte , ce qui peut avoir donné lieu à l'utilisation de l'adjectif dans ce contexte.
Il existe plusieurs races de chats qui produisent toujours une fourrure bleue ou grise, dont l'adjectif maltais peut être utilisé. Ce sont le Bleu Russe, le Chartreux et le Korat, dont aucun n'est associé à Malte. Il existe plusieurs autres races qui produisent souvent des bleus comme le British Shorthair. La variante bleue de cette race était si courante que certains pensaient qu'il s'agissait de sa propre race appelée "British Blue".
Quelle que soit la race, tout chat de coloration grise solide possède deux paires de gènes à double récessivité pour les caractères non agoutis et de dilution de couleur, et donc un accouplement exclusif entre deux chats gris solide devrait toujours produire des chatons gris pure.